# Bewegungsbad
Das Bewegungsbad ist eine Behandlungsmethode der Hydrotherapie. Hierbei werden die Auftriebskraft, der Reibungswiderstand und die Temperatur in Kombination mit der Unterwassermassage genutzt. Das Bewegungsbad wird hauptsächlich bei orthopädischen und traumatischen Erkrankungen wie Wirbelsäulenerkrankungen, Frakturen und Weichteilverletzungen eingesetzt.

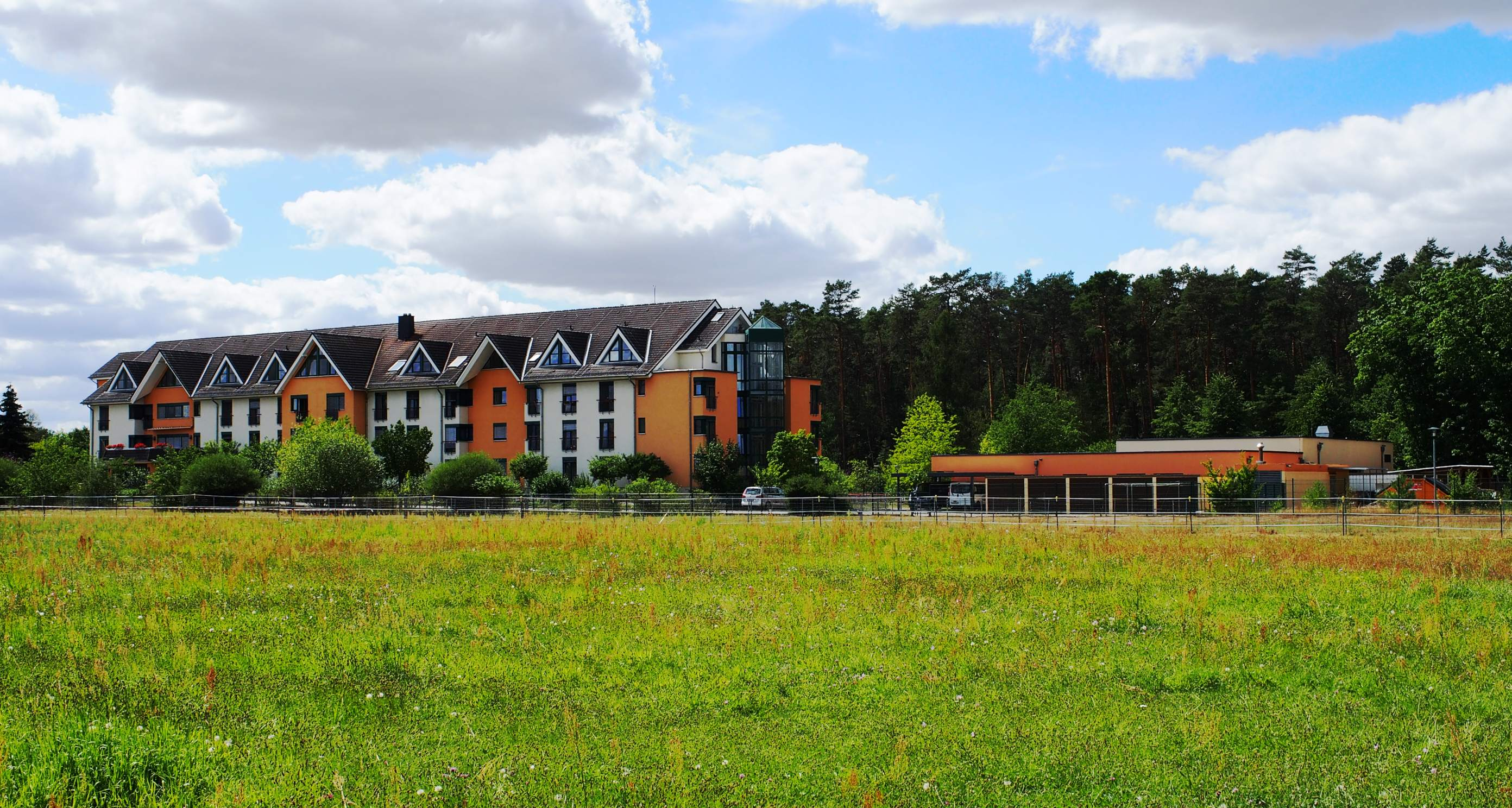
Das Altenheim in Friedensau verfügt über ein eigenes Bewegungsbad.

Es wird meist in Kliniken ausgeübt.